# Ring II (jeu vidéo)
Pour les articles homonymes, voir Ring.
Ring II est un jeu vidéo d'aventure développé par Arxel Tribe et édité par Wanadoo, sorti en 2003  sur Windows. Il fait suite à Ring : L'Anneau des Nibelungen.

## Accueil
- Adventure Gamers : 1/5[1]
- Jeux vidéo Magazine : 7/20[2]